# Parhydraenida paralonga
Parhydraenida paralonga är en skalbaggsart som beskrevs av Perkins 1980. Parhydraenida paralonga ingår i släktet Parhydraenida och familjen vattenbrynsbaggar. Inga underarter finns listade i Catalogue of Life.